# Придолинний
Придоли́нний (рос. Придолинный) — селище у складі Ташлинського району Оренбурзької області, Росія.

## Населення
Населення — 736 осіб (2010; 760 у 2002).
Національний склад (станом на 2002 рік):
- росіяни — 73 %